# Gai Livi Drus (jurista)
Gai Livi Drus (en llatí: Gaius Livius C. f. M. n. Drusus) va ser un jurista romà del segle ii aC. Era fill de Gai Livi Drus, cònsol el 147 aC, i germà de Marc Livi Drus, cònsol el 112 aC

Segurament exercir algunes magistratures, però no se'n coneix cap detall. En les referències que en dona Ciceró se sobreentén que ja era mort al seu temps. Es diu que, malgrat tornar-se cec, va treballar fins avançada edat, donant consells a les multituds que s'acostaven a casa seva per consultar-li dubtes. Priscià li atribueix aquesta màxima:
| « | Impubes libripens esse non potest, neque antestari. | L'impúber no pot ser l'equilibrador de la balança ni fer de testimoni. | » |